# Grumbach (Callenberg)
Grumbach ist ein Ortsteil der Gemeinde Callenberg im Landkreis Zwickau (Freistaat Sachsen). Der Ort wurde am 1. März 1974 nach Callenberg eingemeindet.

## Geografie

### Geografische Lage und Verkehr
Grumbach liegt im Südwesten der Gemeinde Callenberg am Kiefernberg. Durch den Ort fließt der Callenberger Bach, ein Zufluss der Zwickauer Mulde. Der Stausee Oberwald befindet sich östlich von Grumbach.
Südlich des Orts liegt die Bundesautobahn 4, im Osten von Grumbach führt die Bundesstraße 180 vorbei. Beide treffen sich in der Anschlussstelle „Hohenstein-Ernstthal“. Die Siedlung Hintergrumbach befindet sich direkt südlich der A4 an der „Lobsdorfer Straße“. Durch den südlichen Teil von Grumbach verlief zwischen 1960 und 1990 die heute stillgelegte und abgebaute Strecke der Industriebahn der Nickelhütte St. Egidien. Das Grumbacher Viadukt blieb bis heute erhalten.

### Nachbarorte
| Oberwinkel    | Callenberg                                  |                |
| Reinholdshain | Kompassrose, die auf Nachbargemeinden zeigt | Reichenbach    |
| Lobsdorf      | Tirschheim                                  | Obercallenberg |

## Geschichte

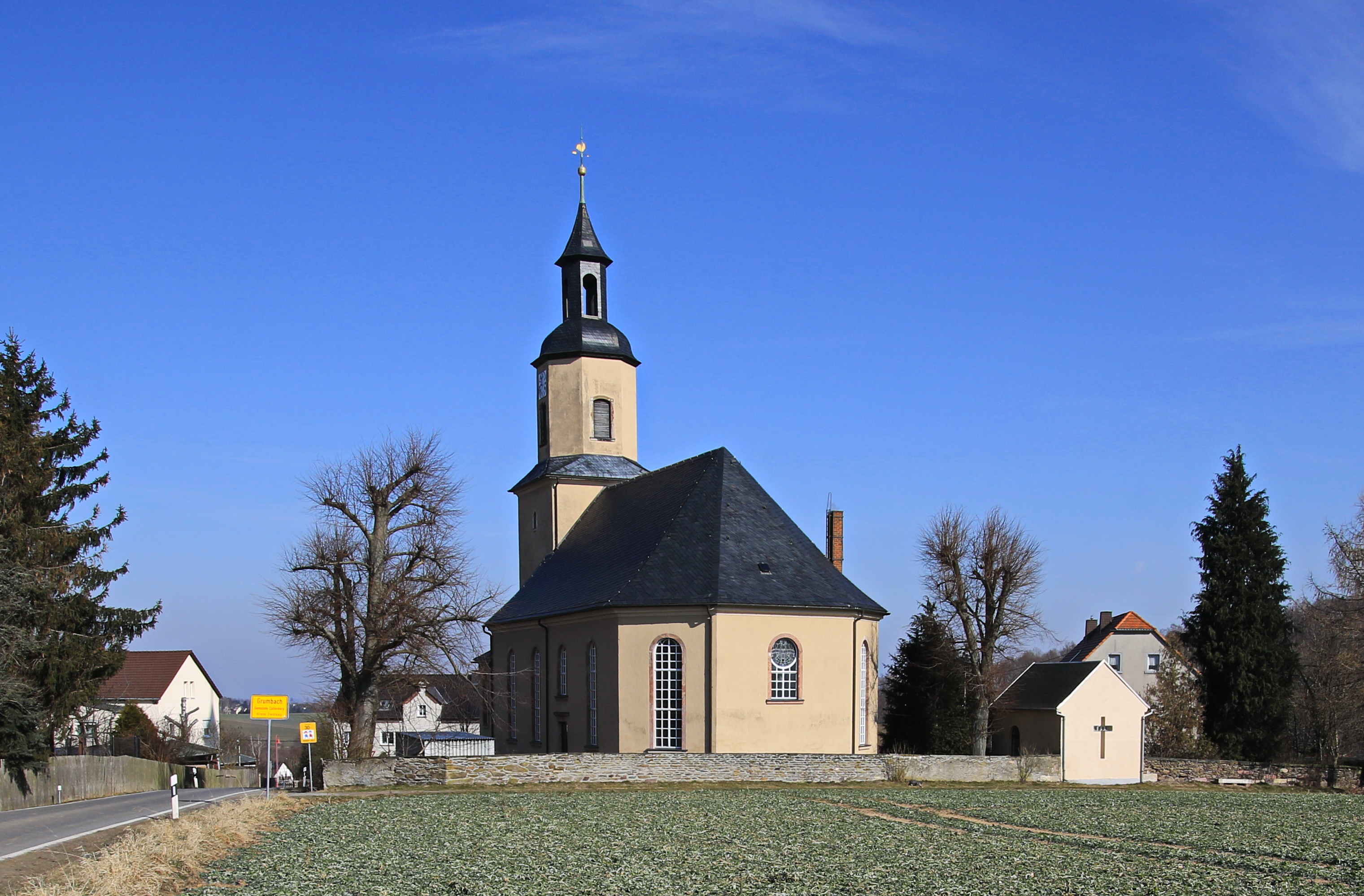
Kirche in Grumbach

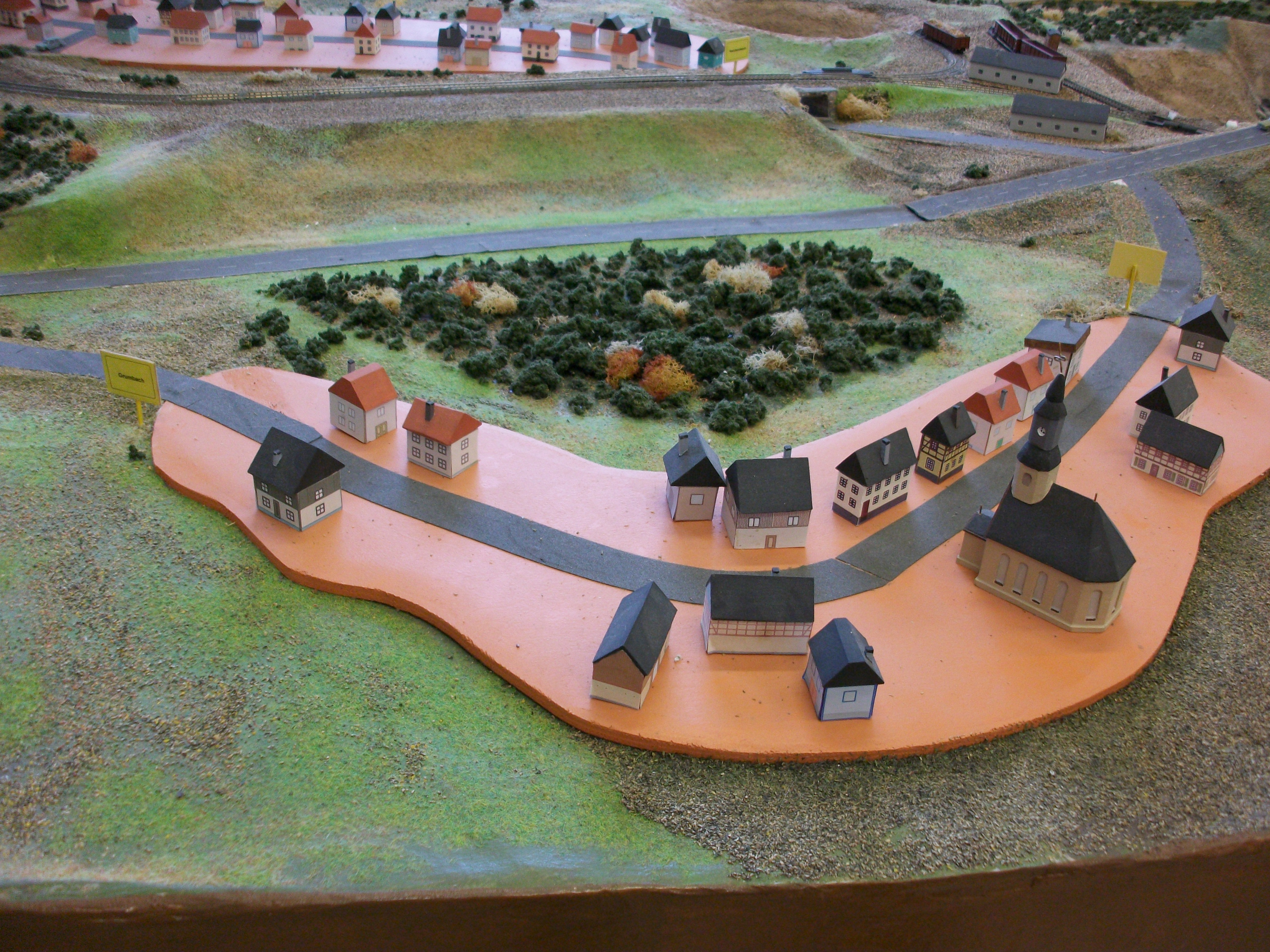
Modell von Grumbach in der Begegnungsstätte Reichenbach

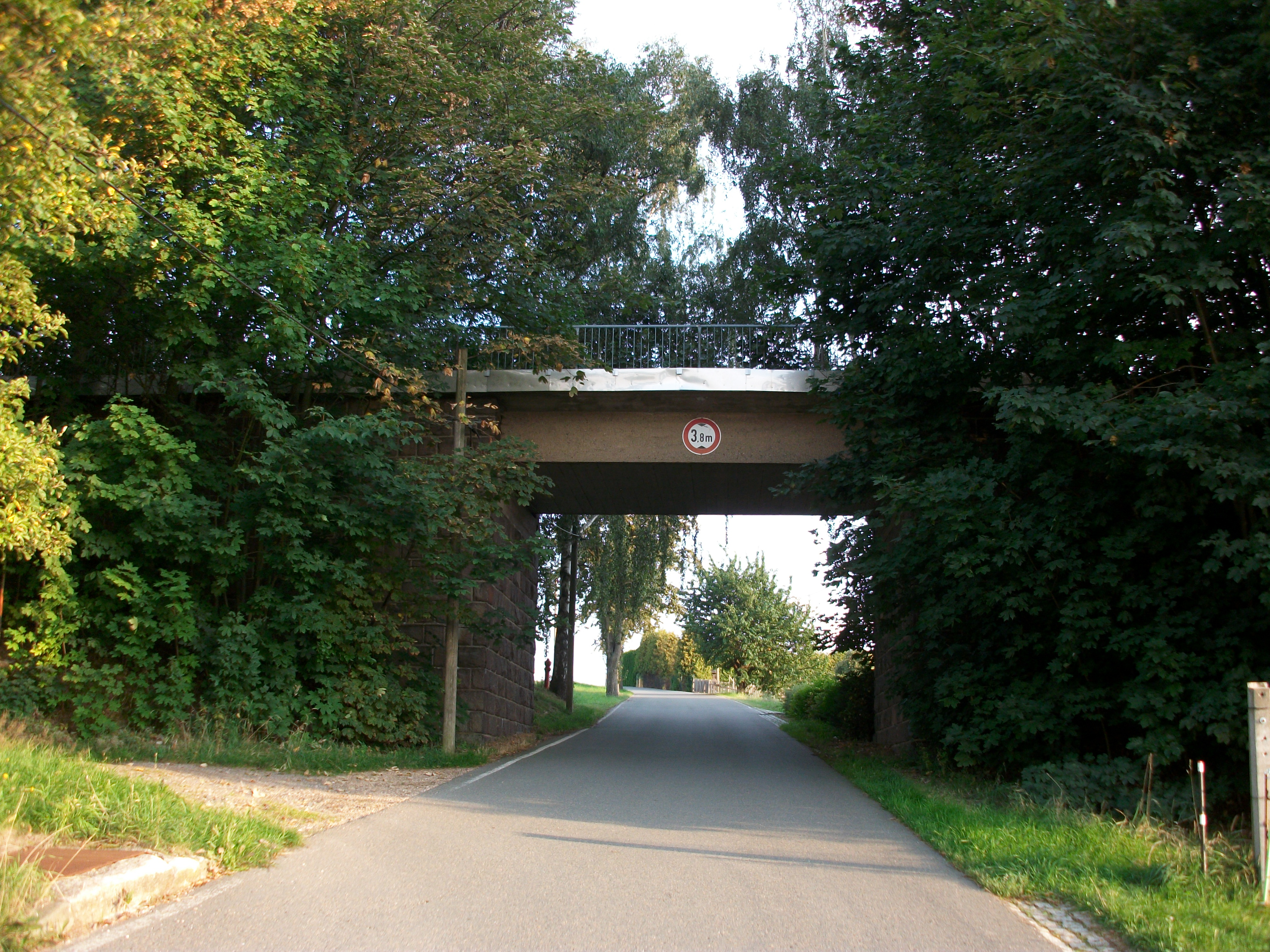
Eisenbahnbrücke der ehemaligen Industriebahn der Nickelhütte St. Egidien in Grumbach (2019)

Das Waldhufendorf Grumbach wurde im Jahr 1390 erstmals als „Grumbach“ oder „Grunbach“ erwähnt. Die Besiedelung des Orts erfolgte bereits im 12. Jahrhundert, vermutlich auf Betreiben des Klosters Remse, zu dessen Herrschaftsbereich das Dorf bis 1495 gehörte. Im Vorfeld des Herrschaftswechsels über Grumbach wurde in einer Urkunde von 1488 zwischen dem Abt des Klosters Remse und den Herren von Schönburg festgelegt, dass der Ort im Besitz des Klosters bleibt, aber die Jagd von den Herren von Schönburg übernommen wird. Im Jahr 1495 erfolgte schließlich die Abtretung von Grumbach an die Schönburger.
Bezüglich der Grundherrschaft gehörte Grumbach anschließend bis ins 19. Jahrhundert als Amtsdorf zur schönburgischen Herrschaft Waldenburg. Der Ortsteil Hintergrumbach südlich des „Kalten Felds“ und der heutigen A4 entstand vermutlich erst im 18. Jahrhundert. Aus dem zu dieser Zeit vorhandenen Vorwerk entwickelte sich Anfang des 20. Jahrhunderts ein Rittergut. Die aus dem Jahr 1208 stammende Grumbacher Kirche wurde in den Jahren 1816 und 1817 wegen Baufälligkeit abgerissen und an ihrer Stelle das heutige Gotteshaus gebaut. In ihr befindet sich ein überlebensgroßes Kruzifix von Peter Breuer. Nachdem auf dem Gebiet der Rezessherrschaften Schönburg im Jahr 1878 eine Verwaltungsreform durchgeführt wurde, kam Grumbach im Jahr 1880 zur neu gegründeten sächsischen Amtshauptmannschaft Glauchau.
Grumbach war zwischen Mitte April und Juni 1945 amerikanisch besetzt. Durch die zweite Kreisreform in der DDR kam die Gemeinde Grumbach im Jahr 1952 zum Kreis Hohenstein-Ernstthal im Bezirk Chemnitz (1953 in Bezirk Karl-Marx-Stadt umbenannt). Nach der Auflösung der Grumbacher Schule im Jahr 1953 besuchten alle Schüler des Orts die Callenberger Zentralschule. Bis zur Eingemeindung nach Grumbach am 1. März 1974 wurde das Grumbacher Schulgebäude anschließend als  Gemeindeverwaltung genutzt. Zwischen 1959/60 und 1990 war die Industriebahn der Nickelhütte St. Egidien in Betrieb, die den oberen Ortsteil auf einer bis heute sichtbaren Straßenbrücke überquerte. Sie verband die Nickelhütte St. Egidien mit den Nickeltagebauen im Raum Callenberg. Der Tagebeu Callenberg Süd I östlich von Grumbach wurde nach seiner Stilllegung 1977 im Jahr 1982 als Stausee Oberwald eröffnet. Als Ortsteil der Gemeinde Callenberg kam Grumbach im Jahr 1990 zum sächsischen Landkreis Hohenstein-Ernstthal, der 1994 im Landkreis Chemnitzer Land bzw. 2008 im Landkreis Zwickau aufging.